# Malik Azmani
Pour les articles homonymes, voir Azmani.
Malik Azmani, né le 20 janvier 1976 à Heerenveen, est un homme politique néerlandais. Membre du Parti populaire pour la liberté et la démocratie (VVD), il siège au Parlement européen depuis 2019.

## Biographie

### Représentant des Pays-Bas
D'origine marocaine par son père et frisonne par sa mère, il étudie le droit à l'université de Groningen avant de travailler en tant que fonctionnaire pour les services d'immigration et de naturalisation du ministère de la Justice. Élu représentant à la Seconde Chambre des États généraux lors des élections législatives de 2010, il est réélu en 2012 et 2017.

### Député européen
Azmani est choisi pour mener la liste du Parti populaire pour la liberté et la démocratie aux élections européennes de 2019, récoltant cinq sièges, soit un de moins que la liste du Parti travailliste menée par Frans Timmermans, ancien ministre des Affaires étrangères, nommé premier vice-président de la Commission européenne en 2014. Il prend ses fonctions de député européen le 2 juillet 2019 au sein de Renew Europe (RE), dont il prend la première vice-présidence sous Dacian Cioloș, qu'il conserve sous Stéphane Séjourné. Après la démission de celui-ci, Malik Azmani lui succède à la présidence par intérim du groupe le 11 janvier 2024. Il cède sa place le 25 janvier à la française Valérie Hayer. Il est réélu député européen le 6 juin suivant.